# Hydrobaenus astis
Hydrobaenus astis är en tvåvingeart som först beskrevs av Roback 1957.  Hydrobaenus astis ingår i släktet Hydrobaenus och familjen fjädermyggor.
Artens utbredningsområde är Utah. Inga underarter finns listade i Catalogue of Life.